# Nathan Read

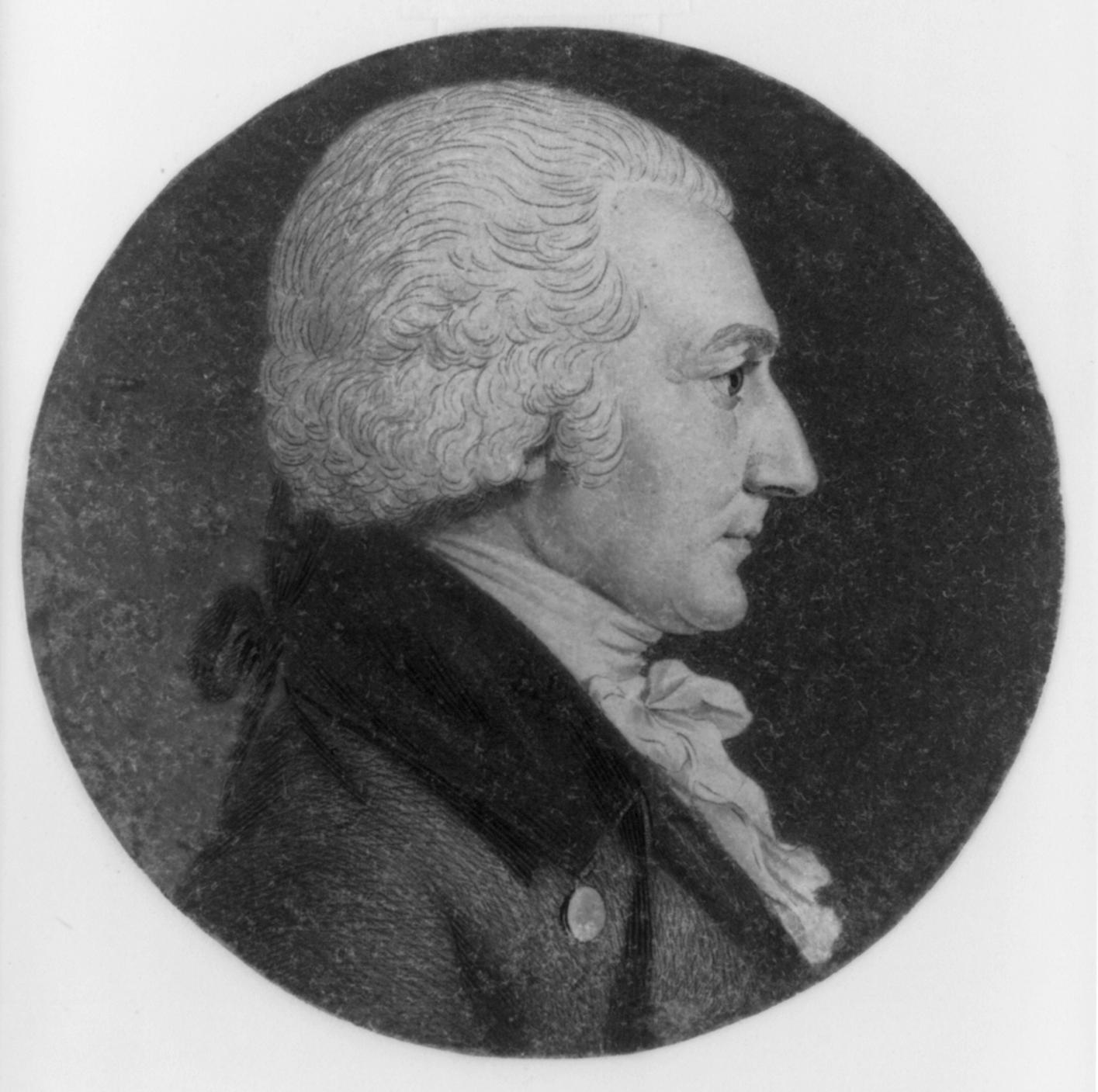
Nathan Read

Nathan Read (* 2. Juli 1759 in Warren, Worcester County, Province of Massachusetts Bay; † 20. Januar 1849 bei Belfast, Maine) war ein US-amerikanischer Politiker. Zwischen 1800 und 1803 vertrat er den Bundesstaat Massachusetts im US-Repräsentantenhaus.

## Werdegang
Nathan Read besuchte die öffentlichen Schulen seiner Heimat und studierte danach bis 1781 an der Harvard University. Anschließend unterrichtete er in Beverly und Salem als Lehrer. Danach lehrte er bis 1787 auch in Harvard. Später eröffnete er in Salem eine Apotheke. Außerdem war er in Danvers an einem Eisenwerk beteiligt. 1791 wurde Read in die American Academy of Arts and Sciences gewählt. Politisch wurde er Mitglied der Ende der 1790er Jahre von Alexander Hamilton gegründeten Föderalistischen Partei.
Nach dem Rücktritt des Abgeordneten Samuel Sewall wurde Read bei der fälligen Nachwahl für den zehnten Sitz von Massachusetts als dessen Nachfolger in das US-Repräsentantenhaus gewählt, wo er am 25. November 1800 sein neues Mandat antrat. Nach einer Wiederwahl konnte er bis zum 3. März 1803 im Kongress verbleiben. 1802 verzichtete Read auf eine erneute Kongresskandidatur. Im Jahr darauf wurde er Richter am Berufungsgericht im Essex County. Seit 1807 lebte er in Belfast im heutigen Maine, wo er als Bezirksrichter im Hancock County amtierte. Nathan Read starb am 20. Januar 1849 nahe Belfast, wo er auch beigesetzt wurde.